# Новосільське князівство
Новосільське князівство — давньоруське князівство по річках Неручь, Зуша, Упа й верхів'ях Оки та Дону, з центром в місті Новосіль. Одне з верхівських князівств.

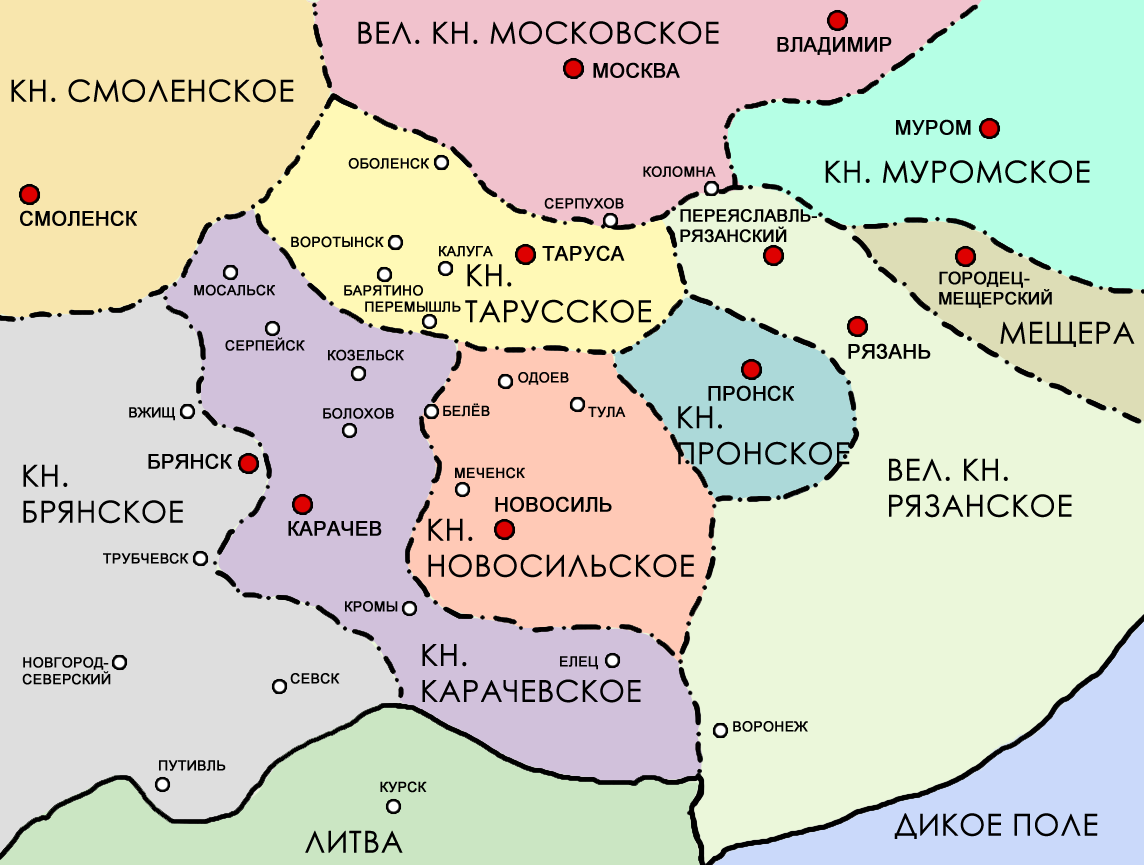

## Історія
Новосільське князівство утворилося в 1246 у після загибелі князя Михайла Всеволодовича Чернігівського, в результаті поділу його синами Чернігівського князівства.
Третій син Михайла Чернігівського, Семен Глухівський, отримав у спадок Глухівське князівство. З часом столиця князівства перемістилася до Новосіля й князівство стало називатися Новосільське. Нащадки Семена Глухівського правили цим князівством аж до окупації цього князівства Московією.
На початку XV століття Новосільське князівство розділилося на кілька дрібних князівств: Одоєвське, Бєлєвське, Воротинське, в кожному з яких правила та чи інша гілка Новосільських князів.